# 賈湖骨笛

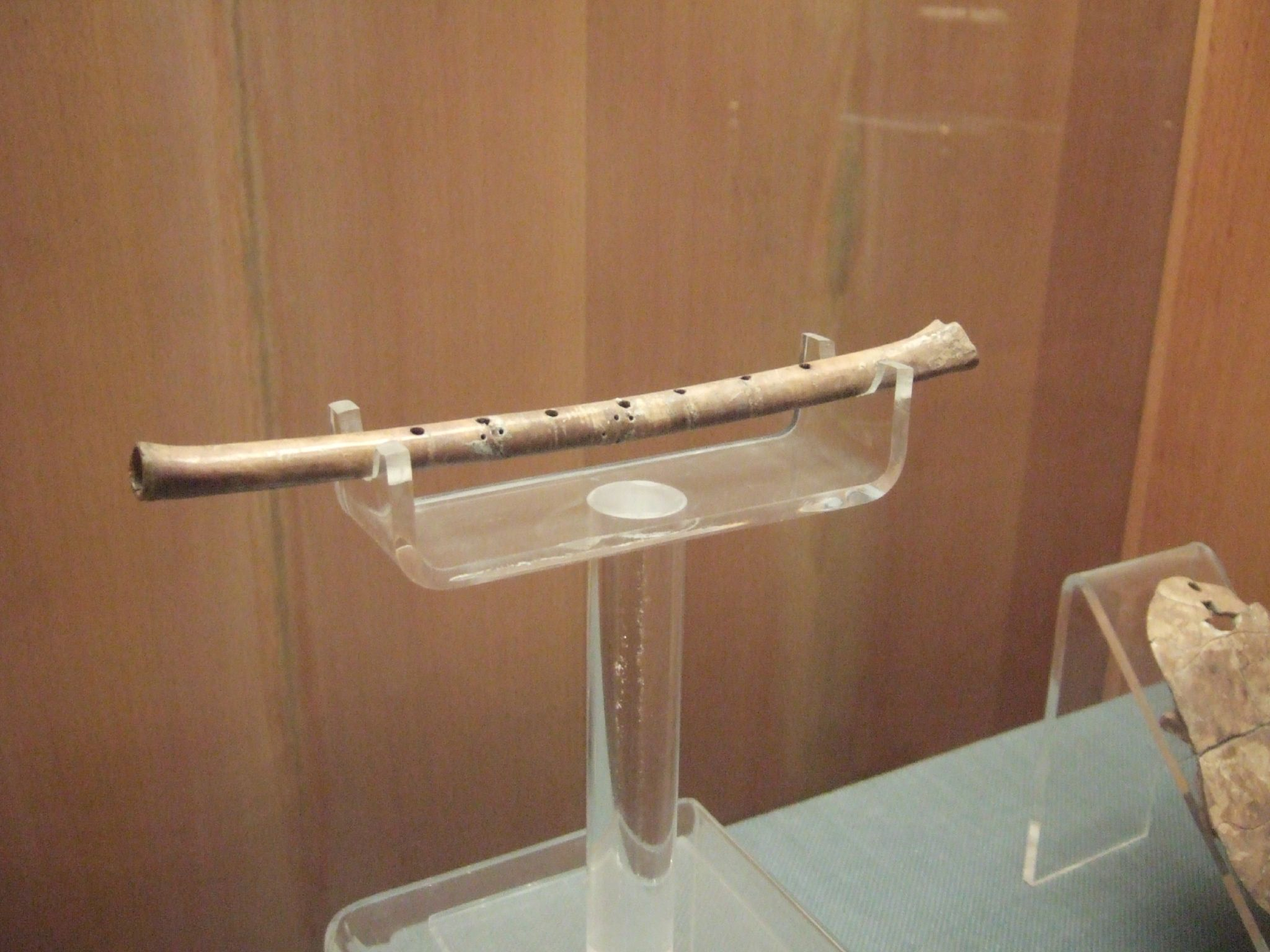
河南博物院藏骨笛

賈湖骨笛又稱「賈湖骨管」，出土於賈湖遺址，距今約9000年至7700年，位於中國河南漯河市舞陽縣北舞渡鎮西南1.5公里的賈湖村，面積約55000平方米。1979年秋，賈湖村民修築護村堤期間，該村小學師生在取土坑內開荒種地時發現。是中國出土年代最早、保存最為完整、出土個數最多，而且可供演奏的樂器實物。
賈湖骨笛以水鳥的尺骨鋸去兩端關節鑽孔而成，長22.7釐米。笛身有小孔，估計制笛人運用打小孔的方法調整個別音孔的音差，反映出賈湖人有音階與音距的基本概念。
贾湖骨笛发现于1986年5月初，首次在编号为M78的墓葬中清理出二支完整骨笛。同年秋，又于4座墓葬中发现多支。1987年又发现数支。M282出土的1支七孔骨笛保存十分完整。张居中等带着这只完整的七孔笛赴北京鉴定。中国艺术研究院音乐研究所民族民间音乐研究室主任萧兴华首肯它是吹奏乐器骨笛，中央民族乐团笛子演奏家宁保生进行了吹试。11月，黄翔鹏、萧兴华、徐桃英、顾伯宝、童忠良等音乐专家，携带仪器到郑州对编号为M282：20的这支骨笛再次进行测试。试吹采用斜出45度角方法竖吹，测后的结论认为，这支骨笛的音阶阶构至少是清商音阶六声，也有可能是七声音阶具备的下徵调音阶，并给它定了一个自然、简单的名字“笛”。 

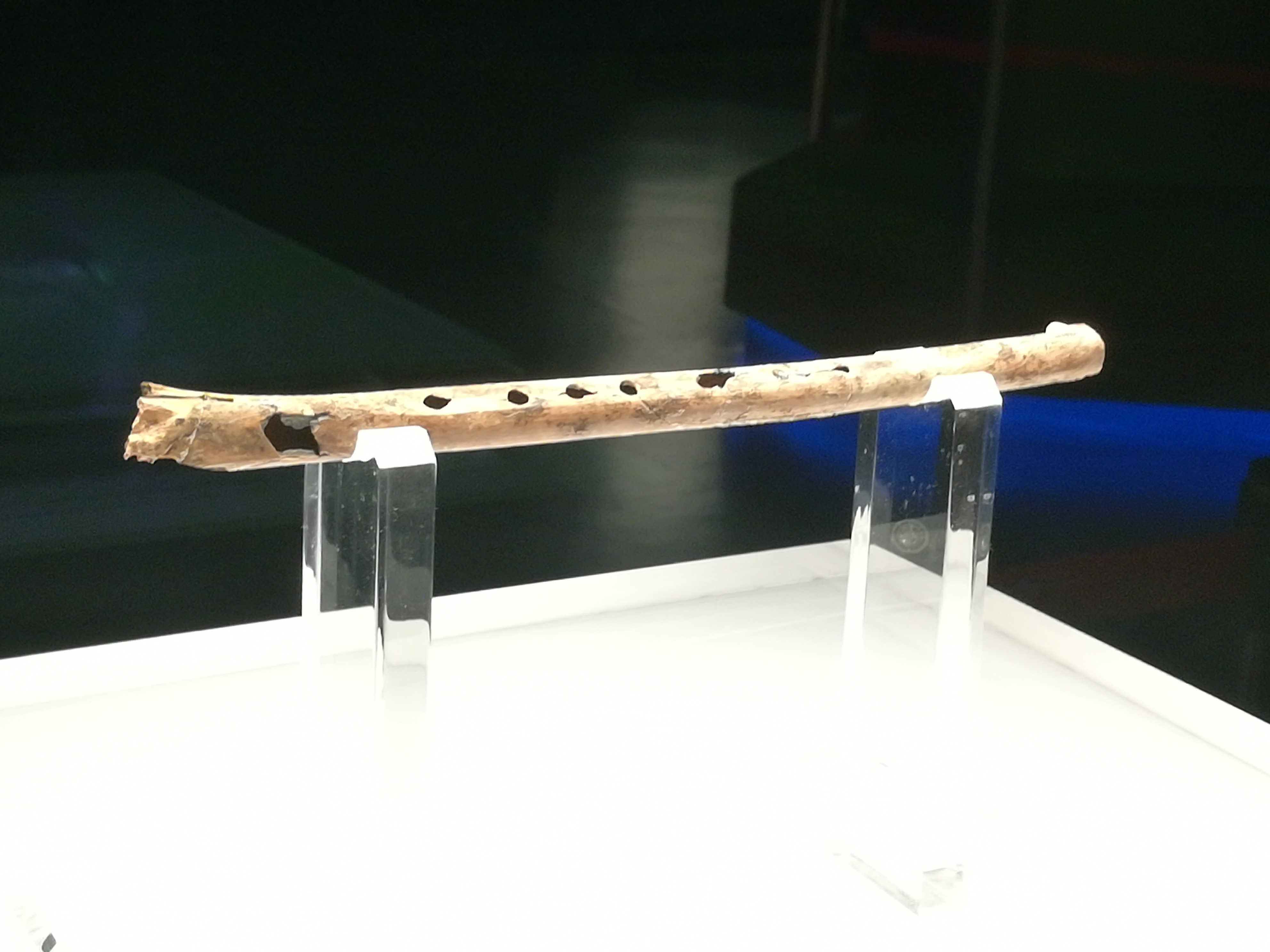
漯河市博物馆藏贾湖骨笛

根据骨笛出土的地层和形制，研究者把它分为三期：
早期：公元前9000多年~公元前8600年左右，笛上刻孔多五孔、六孔，能奏出四声音阶和完备的五声音阶。
中期：公元前8600~公元前8200年左右，笛上皆刻七孔，能奏出六声和七声音阶。 
晚期：公元前8200~公元前7800年左右，多七孔，个别有八孔，能奏出完整的七声音阶及七音阶以外的变化音。
贾湖骨笛的出土将中国音乐文化上推至9000年。改写了中国历史原先对先秦音乐史只有五阶音域的史考，贾湖骨笛有七阶高低阶音域。其形制固定，制作十分规范，极具表现力，多数可达2个八度音域以上。是迄今为止世界上年代最早、保存最完整、出土个数最多，且能演奏的乐器实物。从而改写了中国乃至世界音乐史，在世界音乐史上具有重要地位。

## 外部連結
- 賈湖骨笛與中國音樂
- 紀錄片國寶檔案:賈湖骨笛